# Aleksandr Dmitrievič Cjurupa
Aleksandr Dmitrievič Cjurupa (in russo Александр Дмитриевич Цюрупа?; Alëški, 1º dicembre 1870 – Muchalatka, 8 maggio 1928) è stato un rivoluzionario e politico russo e sovietico.

## Biografia
Nato nel Governatorato della Tauride nella famiglia di un impiegato, nel 1887 si iscrisse all'Istituto di economia agraria di Cherson, dove nel 1891 organizzò un circolo rivoluzionario. Fu arrestato dalla polizia zarista nel 1893 e condannato a sei mesi di lavori forzati. Dopo un secondo arresto, si trasferì nel 1895 a Simbirsk, dove lavorò come statistico, e nel 1897 a Ufa, dove conobbe numerosi confinati politici e incontrò per la prima volta Lenin, di cui divenne seguace. Proseguì l'attività rivoluzionaria a Odessa e Tula come membro del Partito Operaio Socialdemocratico Russo e aderì alla frazione bolscevica fin dal momento della scissione, di cui ebbe notizia mentre era al confino nel Governatorato di Olonec. Rientrato a Ufa, nel 1907 venne eletto deputato della Duma di Stato. Durante la Rivoluzione d'ottobre del 1917 fu membro del Comitato militare rivoluzionario di Ufa e subito dopo divenne dapprima vice e poi Commissario del popolo per i beni alimentari della Russa sovietica. Nel dicembre 1921 divenne vicepresidente del Consiglio dei commissari del popolo della RSFS Russa e del Consiglio del lavoro e della difesa della RSFSR prima e dell'Unione Sovietica poi. Fu inoltre Commissario del popolo per l'ispezione operaia e contadina della RSFSR tra il 1922 e il 1923, presidente del Gosplan dal 1923 al 1925 e Commissario del popolo per il commercio interno ed estero dell'URSS nello stesso 1925. Dal 1923 fu membro del Comitato centrale del Partito Comunista Russo (bolscevico) e del Presidium del Comitato esecutivo centrale dell'Unione Sovietica.
Morì nel 1928 in Crimea e in quello stesso anno gli venne intitolata la città natale, che fu ridenominata Cjurupinsk.